# موتواکی اینوکای
موتواکی اینوکای (انگلیسی: Motoaki Inukai؛ زادهٔ ۵ ژوئیهٔ ۱۹۴۲) بازیکن فوتبال اهل ژاپن است.
از باشگاه‌هایی که در آن بازی کرده‌است می‌توان به باشگاه فوتبال اوراوا رد دیاموندز اشاره کرد.